# Séverine Vandenhende
Séverine Vandenhende (Dechy, 12 gennaio 1974) è un'ex judoka francese.

## Palmarès
- Giochi olimpici

Sydney 2000: oro nei -63 kg.
- Mondiali

Parigi 1997: oro nei -61 kg.
- Europei

Ostenda 1997: bronzo nei -61 kg.
Breslavia 2000: argento nei -63 kg.
- Universiadi

Fukuoka 1995: argento nei -61 kg.